# Cooksonia

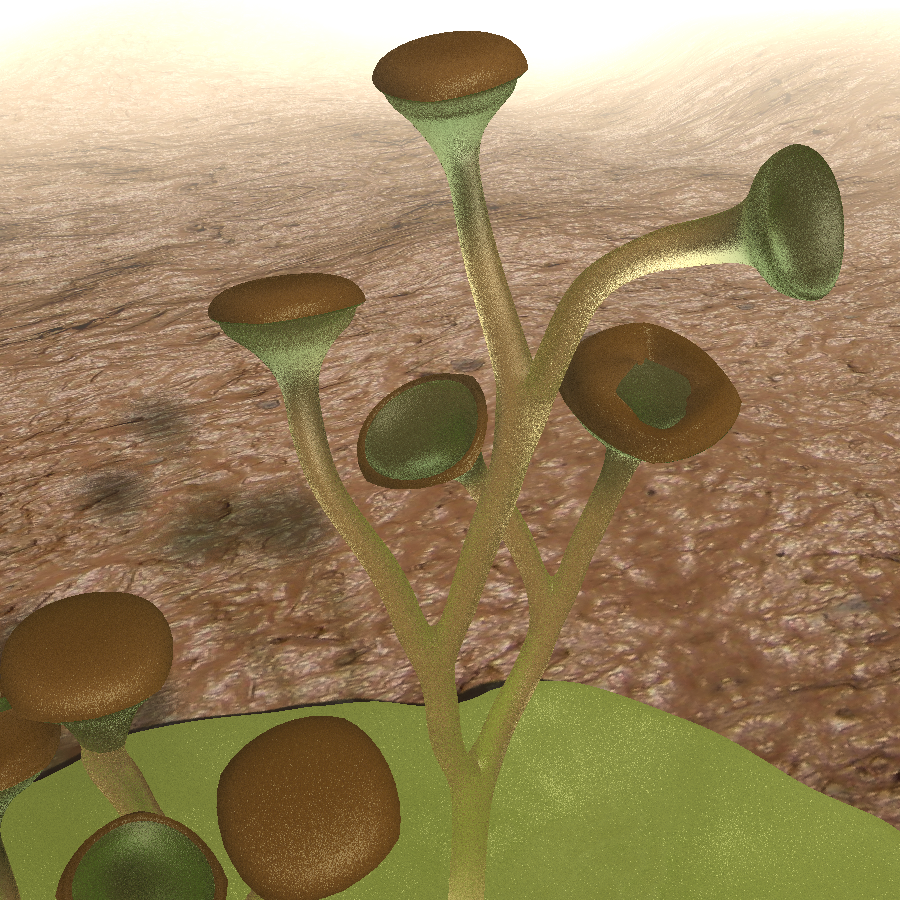
Recreación en 3D de Cooksonia

Cooksonia es un género de plantas extintas pertenecientes a la clase Rhyniopsida. Fue una de las primeras plantas terrestres. Apareció a mediados del periodo Silúrico abarcando desde los 428 millones de años (Wenlock tardío) hasta los 423 millones de años (Ludlow reciente) en yacimientos de todo el mundo. La primera Cooksonia fue descubierta y nombrada en 1937 por el paleobotánico William Henry Lang, de la Universidad de Mánchester, Inglaterra, que nombró la especie en honor a su compañera de trabajo, la australiana Isabel Cookson. En la actualidad se conocen 7 especies asignadas al género y aunque aún no se tienen suficientes datos para afirmarlo, es posible que no todas estén relacionadas entre sí.

## Morfología
El esporófito de las especies descritas como pertenecientes al género Cooksonia se caracterizaba por estar formado por una serie de ejes aéreos fotosintéticos y desnudos (sin hojas ni estructuras análogas) con división dicótoma que portaban en su extremo las estructuras productoras de esporas.
En los ejemplares más modernos conocidos estos tallos aéreos estaban formados de dentro hacia fuera por una epidermis con cutícula, un córtex de parénquima y un núcleo con traqueidas simples. En la cutícula aparecían estructuras similares a estomas, mucho menos evolucionados que en otros miembros de Rhyniophyta. Las traqueidas de su sistema conductor se desarrollaban tanto en los ejes principales como en las bifurcaciones portadoras de esporangios y característicamente presentaban engrosamientos en sus paredes siguiendo un patrón helicoidal, quizás anular que daban resistencia a la estructura.
En los fósiles más antiguos, sin embargo, no aparecen la cutícula, los estomas ni los elementos conductores. Estas características hacen suponer que en estos primeros Cooksonia realizaban el intercambio de agua y de gases directamente entre sus células y el medio externo. Tampoco parece que poseyeran traqueidas conductoras en las ramificaciones terminales característica esta con la que fueron descritos los primeros ejemplares.
Los esporangios situados en el extremo de los ejes laterales poseían una elevada variedad en cuanto a su forma, desde semiesféricos a esféricos llegando incluso a poseer formas arriñonadas. Estos esporangios estaban formados por varias capas de tejido estéril rodeando masas de tejido esporángeo. En muchos ejemplares no se ha encontrado un patrón de dehiscencia en estos esporangios aunque en ejemplares de Cooksonia caledonica se ha pretendido ver dehiscencia a lo largo de los márgenes distales de los esporangios igual que ocurre con Renalia  y Zosterophyllopsida.
Las esporas producidas en estos esporangios eran triletas, profusamente decoradas y muy variadas en cuanto a su morfología. Los estudios paleopalinológicos han relacionados especies de Cooksonia con las esporas denominadas Ambilisporites, Leiotriletes, Cyclogranisporites, Granulatisporites, Streelispora, Aneurospora, Synorisporites y Apiculiretusispora.
En su unión al sustrato se supone que poseían un rizoma horizontal similar al presente en otras especies de su grupo. Este rizoma nunca ha sido hallado relacionado con tallos aéreos por lo que se ignora su morfología ni si poseían vasos conductores o rizoides. Es posible que esta falta de rizomas en el registro fósil se deba al hábitat que ocupaban estas plantas. Por lo que ha podido deducirse de las rocas en las que se han encontrado ocupaban márgenes de lagos, quizás también de playas, que se inundaban periódicamente. Los restos que han llegado a la actualidad se corresponderían con fragmentos de tallos arrastrados por las aguas quedando los rizomas anclados al suelo en su lugar original.
Se ignora cómo era la fase gametófito de estas especies aunque muchos autores han pretendido ver en la variedad del tamaño de los talos indicios de que ésta pudiera ser similar al esporófito. Según estos autores los ejemplares de mayor y menor tamaño pudieran representar cada una de las dos fases o bien ambas, con el esporófito creciendo sobre el talo gametofítico.